# ISO 3166-2:CY
ISO 3166-2:CY és el subconjunt per a Xipre de l'estàndard ISO 3166-2, publicat per l'Organització Internacional per Estandardització (ISO) que defineix els codis de les principals subdivisions administratives.
Actualment per a Xipre l'estàndard ISO 3166-2 està format per 6 districtes.
Cada codi es compon de dues parts, separades per un guió. La primera part és CY, el codi ISO 3166-1 alfa-2 per a Xipre. La segona part són dos dígits (01–06).

## Codis actuals
Els noms de les subdivisions estan llistades segons l'ISO 3166-2 publicat per l'"ISO 3166 Maintenance Agency" (ISO 3166/MA).
Els codis ISO 639-1 són utilitzats per representar els noms de les subdivisions en les llengües oficials següents:
- (el): Grec
- (tr): Turc

Hi ha sis districtes (el: επαρχίες, eparchies; tr: kaza).
| Codi  | Nom (el – ELOT 743:1982) | Nom (el)   | Nom (tr)   | Nom (ca)  |
| ----- | ------------------------ | ---------- | ---------- | --------- |
| CY-04 | Ammochostos              | Αμμόχωστος | Gazimağusa | Famagusta |
| CY-06 | Keryneia                 | Κερύvεια   | Girne      | Kerínia   |
| CY-03 | Larnaka                  | Λάρνακα    | Larnaka    | Làrnaca   |
| CY-01 | Lefkosia                 | Λευκωσία   | Lefkoşa    | Nicòsia   |
| CY-02 | Lemesos                  | Λεμεσός    | Leymosun   | Limassol  |
| CY-05 | Pafos                    | Πάφος      | Baf        | Pafos     |

Notes
1. ↑  Els noms en grec escrits amb l'alfabet grec no estan inclosos a l'estàndard ISO 3166-2.
2. ↑  Nom en català no inclòs a l'estàndard ISO 3166-2.

No tot el territori dels districtes està sota control pel govern de Xipre, vegeu República Turca de Xipre del Nord.
Els territoris Britànics d'Ultramar que es troben a l'illa de Xipre de Akrotiri i Dekélia (que consisteixen en bases militars) no tenen cap codi ISO 3166 assignat.